# James Tormé
James Tormé (13 augustus 1973) is een Amerikaanse jazzzanger.
Tormé, zoon van de beroemde jazzzanger Mel Tormé en de Britse actrice Janette Scott, kwam op jonge leeftijd in aanraking met allerlei grote sterren, van Bing Crosby en Duke Ellington tot en met Buddy Rich. Hij luisterde naar Ella Fitzgerald maar ook Michael Jackson en was aanvankelijk van plan een pop en R&B-zanger te worden. Hij werd 'ontdekt' door het voormalige hoofd van Verve Records, Chuck Mitchell. Hij heeft gezongen met het BBC Concert orchestra, het Ronnie Scott Orchestra en het trio van Les Paul. In 2007 won hij de Chuck Niles Jazz Music Award. In 2011 verscheen zijn eerste album. Als zanger lijkt hij veel op zijn vader in diens jongere jaren.

## Discografie
Love for Sale, eOne, 2011